# Последний беспредел
«Последний беспредел» (яп. アウトレイジ 最終章, англ. Outrage Coda) — криминальная драма кинорежиссёра Такэси Китано, продолжение фильма 2012 года «Полный беспредел» и завершение трилогии, первым фильмом которой была картина 2010 года «Беспредел». Премьера «Последнего беспредела» состоялась на 74-м Венецианском кинофестивале вне конкурса. 7 октября 2017 года фильм вышел в прокат в Японии.

## Сюжет
После того, как криминальный синдикат Санно-каи был уничтожен семьёй Ханабиси-каи, Отомо обосновался на корейском острове Чеджудо, где контролирует местные отели и проституток, находясь под защитой корейца Чанга. Однажды ему поступает сообщение о том, что некий якудза оказался недовольным проститутками. Отомо в сопровождении своих людей прибывает в отель, где член семьи Ханабиси-каи избил проституток и вызывающе себя ведёт с самим Отомо, не имея представления о том, с кем говорит. Отомо угрозой заставляет его пообещать возместить ущерб, но член Ханабаси-каи вместо этого приказывает убить одного из людей Отомо. Осознав содеянное якудза Ханабаси-каи вынужден идти на извинения и примирение с корейским кланом Чанга. Но ситуацией решают воспользоваться некоторые члены Ханабиси-каи, под видом этого конфликта решив устранить некоторых членов внутри своей семьи, те же в свою очередь начинают вести свою игру.

## В ролях
| Актёр                        | Роль                 |
| ---------------------------- | -------------------- |
| Такэси Китано (Beat Takeshi) | клан Чанга Отомо     |
| Тосиюки Нисида               | Клан Ханабиси Нисино |
| Сансэй Сиоми                 | Клан Ханабиси Наката |
| Нао Омори                    |                      |
| Пьер Таки                    |                      |
| Рэн Осуги                    |                      |
| Хакурю                       |                      |
| Ютака Мацусигэ               | детектив Сигэта      |

## Производство
В сентябре 2012 года Такэси Китано сообщил о том, что продюсеры желают, чтобы он снял третий фильм в серии «Беспредел». По состоянию на 30 июня 2013 года Box Office Mojo сообщало о том, что общий доход от «Беспредела» приближается к 10 миллионам долларов США. На 28 июля 2013 года доход от «Полного беспредела» составил почти вдвое больше, около 17 миллионов долларов США.
На премьере фильма в Венеции Китано вспомнил свой предыдущий положительный опыт на этом фестивале, когда в 1997 году его фильм «Фейерверк» был удостоен Золотого льва, следуя традициям других японских фильмов, таких как «Расёмон», который выиграл этот приз в 1950 году. Режиссёр наравне с жестокостью в своём фильме отметил и то, что некоторые персонажи в картине проявляют некоторые человеческие качества, стремясь позаботиться о других людях, а на их действия влияет их окружение. Также он признался в том, что устал от темы насилия в своём творчестве, что отразилось в «Последнем беспределе».

## Премьера
Премьера фильма «Последний беспредел» состоялась 9 сентября 2017 года на церемонии закрытия 74-го Венецианского кинофестиваля. Картина была показана вне конкурса. 7 октября того же года «Последний беспредел» вышел в широкий прокат в Японии. 